# Mariano Vilella
Mariano Vilella (Cataluña, ?-†1847) fue un guerrillero carlista español.

## Biografía
De ideas realistas, participó en 1827 en la guerra dels Malcontents en defensa del Altar y del Trono. Capitaneando una partida de 120 hombres, consiguió la rendición de Olot.
En 1833 tomó las armas por Carlos María Isidro de Borbón e hizo con lucimiento la primera guerra carlista.
Acudió también en campaña al iniciarse la segunda guerra carlista en defensa de los derechos del Conde de Montemolín. Fue uno de los jefes carlistas de más prestigio en esta guerra, y al que regularmente obedecían los demás cuando se reunían. Murió asesinado por los liberales en septiembre de 1849.
A su muerte, la prensa dijo de él:

Por los diarios de hoy habrán vds. visto la muerte del ex-cabecilla Vilella, cuyo valor en el campo de batalla era digno de una muerte mas honrosa. El carlismo ha perdido uno de sus mas decididos y esforzados campeones. El fué de los primeros que en 1847 se levantaron con el canónigo Tristany, dándose desde luego, á conocer por sus verdaderas hazañás. Cuando aquel faccioso entró en Tarrasa, se dirigió á allí una columna de tropas leales que penetró en la población, y avanzó hácia la plaza donde estaban descuidados los facciosos. La presencia de ánimo de Vilella los salvó: corrió á la calle por donde avanzaba la tropa, y solo, en la mitad de ella, detuvo por dos veces á la columna, y dió tiempo á los suyos para ponerse en salvo. El trabuco de Vilella fué el que causó las bajas que en nombres y caballos tuvo la tropa en los dos ataques que intentó.

Pudo ser hermano o pariente de Antonio Vilella, carlista como él, que había sido deportado en 1827 a Ceuta por el alzamiento de los realistas catalanes y que, según Melchor Ferrer, habría muerto combatiendo por Don Carlos en 1834, aunque, de acuerdo con Eduardo Chao, en 1843 capitaneó una nueva partida de cincuenta hombres que se enfrentó a las tropas del gobierno de Espartero.